# Docalidia ampliata
Docalidia ampliata är en insektsart som beskrevs av Henry Fairfield Osborn 1924. Docalidia ampliata ingår i släktet Docalidia och familjen dvärgstritar. Inga underarter finns listade i Catalogue of Life.